# Almir de Souza Fraga
Almir de Souza Fraga, född 26 mars 1969, är en brasiliansk tidigare fotbollsspelare.
Almir spelade 5 landskamper för det brasilianska landslaget. Han deltog bland annat i Copa América 1993.